# Котонпорт (Луизијана)
Котонпорт (енгл. Cottonport) град је у америчкој савезној држави Луизијана.

## Демографија
По попису из 2010. године број становника је 2.006, што је 310 (-13,4%) становника мање него 2000. године.
| Група             | 2000.         | 2010.         |
| Белци             | 1.107 (47,8%) | 895 (44,6%)   |
| Афроамериканци    | 1.150 (49,7%) | 1.060 (52,8%) |
| Азијати           | 4 (0,2%)      | 10 (0,5%)     |
| Хиспаноамериканци | 24 (1,0%)     | 18 (0,9%)     |
| Укупно            | 2.316         | 2.006         |